# HHhH
HHhH (acronimo del tedesco Himmlers Hirn heißt Heydrich, cioè «il cervello di Himmler si chiama Heydrich») è un'opera dello scrittore francese Laurent Binet, pubblicata in lingua originale nel 2010 e tradotta in italiano nel 2011.
Il libro si è aggiudicato il Prix Goncourt nella categoria «Premier Roman» nel 2010.

## La storia
Il libro racconta l'ideazione, lo sviluppo, e l'esecuzione, dell'Operazione Antropoide, con cui i paracadutisti cecoslovacchi Jozef Gabčík e Jan Kubiš, il 27 maggio 1942, assassinarono a Praga Reinhard Heydrich, uno dei più alti gerarchi del Terzo Reich nonché, all'epoca, Protettore di Boemia e Moravia. Di tutti i personaggi sono narrati, con dovizia di particolari, la biografia e i ruoli assunti nella vicenda. Parallelamente, l'autore racconta di come abbia iniziato ad appassionarsi al fatto, e delle ricerche effettuate anche grazie ad alcune casualità che lo portarono a vivere per lunghi periodi in Cecoslovacchia.

## Lo stile
L'autore, oltre a cercare di riportare fedelmente, per quanto possibile, i fatti avvenuti, per buona parte del libro si interroga su quale sia in effetti lo stile migliore da adottare per la scrittura di quest'opera: la semplice e cruda cronaca o l'inserimento anche di elementi di fiction non confermati da documenti storici, ma che la sensibilità dello scrittore gli fa ritenere utili per rendere più accattivante la narrazione. Lungo questa strada, arriva a confrontarsi, e a volte a polemizzare, con grandi autori del calibro di Alexandre Dumas, Victor Hugo, Milan Kundera e altri, domandandosi, senza riuscire a ottenere una risposta precisa, quale debba essere la giusta forma del romanzo. In questo originale formato, articolato in 257 brevi segmenti numerati, il materiale diaristico incentrato sullo stesso autore e il suo lavoro e la narrazione dei fatti storici si fondono in un unico momento letterario, tutto contaminato dall'estro letterario di Binet.

## Riconoscimenti
- 2010: Prix Goncourt nella categoria «Premier Roman»
- 2010: Miglior libro dell'anno nella categoria «Découverte France»

## Adattamento cinematografico
Nel 2017 verrà distribuito nelle sale l'adattamento cinematografico L'uomo dal cuore di ferro diretto da Cédric Jimenez. Fanno parte del cast Jason Clarke, Rosamund Pike, Jack O'Connell, Jack Reynor e Mia Wasikowska.

## Edizioni
- (FR) Laurent Binet, HHhH, Parigi, Grasset, 2010,  p. 440, ISBN 978-2-246-76001-6.
- Laurent Binet, HHhH, traduzione di Margherita Botto, Einaudi, 2011,  p. 337, ISBN 978-88-06-20753-3.